# Cirujales del Río
Cirujales del Río és un municipi de la província de Sòria, a la comunitat autònoma de Castella i Lleó.